# Коста Верде
Коста Верде (Зелена обала или шп. España Verde, Зелена Шпанија) је део обале Атлантског океана на северозападу Пиринејског полуострва, на територији државе Шпаније. Због благе морске климе и доста падавина, читаво подручје је под релативно бујном и зеленом вегетацијом, па се ова регија често назива и Коста Верде (Зелена обала).

## Галерија
- Пицос де Европа.
- Хоррео у Астурији.
- Баскијска обала.
- Кантабријска обала.
- Галицијска обала.
- Астуријска обала.